# تخاريف (مسرحية)
مسرحية تخاريف هي مسرحية مصرية للفنان محمد صبحي وهناء الشوربجي وهانى رمزى ، حيث عرضت في مسرحية .
يظهر للأخوة عفريت ليحقق أمانيهم في الحال فيطلب كل منهم أمنية من العفريت، تروي فيها الخواطر والأحلام التي تخطر للإنسان في إطار كوميدي.

## فصول المسرحية
- أمنية التسلط: يطلب أحد الأخوة أن يتسلط ويتحكم بالناس فيطلب أن يكون حاكما على أحد البلاد بدون أي معرفة بالسياسة أو حتى الحصول أي شهادة محترمة أو إكمال تعليمه فيكون حاكم ديكتاتور ظالم يعذب شعبه ويجوعه حتى يثور عليه.فيه تقليد للزعيم النازي هتلر وبعض زعماء العرب في إطار كوميدى صرف.
- أمنية القوة: يحكي فيها قصة أحد الأخوة وهو ضعيف طلب من الجني أن يجعله قويا ولكن عندما صار قويا وجد أن قوة الجسم ليست المهمة ولكن المهم قوة العقل، يقلد محمد صبحي باقتدار الممثل الأمريكي سيلفستر ستالون في فيلم روكي
- أمنية الجاذبية : يطلب أحد الأخوة أن يجذب ويفتن النساء لأنه لايستطيع أن يقع في الحب أو إقامة أي علاقة بسبب طول أنفة.
- أمنية الثروة: يطلب أحد الأخوة بأن يكون غنيا ومعه ثروة كبيرة جدا ويؤمن بأن كل شيء يمكن شراؤه بالمال وأن المال أهم شيء في الحياة ولكنه يفقد كل ثروته ويصيبه المرض.
- أمنية المساوة: تطلب البنت الوحيدة للأخوة أن تكون مساوية في كل شيء مع الرجال وخصوصا زوجها فتقلب إلى مسخ نصف رجل ونصف إمرأه.

## وصلة خارجية
مشاهدة مسرحية تخاريف